# Wahlkreis Chemnitz II
Der Wahlkreis Chemnitz II war ein Landtagswahlkreis zur Landtagswahl in Sachsen 1990, der ersten Landtagswahl nach der Wiedergründung des Landes Sachsen. Er hatte die Wahlkreisnummer 60. Für die Landtagswahlen 1994 wurde auch infolge der Kreisreform die Wahlkreisstruktur verändert, zudem wurde die Zahl der Wahlkreise von 80 auf 60 verringert. Das Gebiet des Wahlkreises Chemnitz II wurde Teil einer der vier Wahlkreise auf Chemnitzer Stadtgebiet.
Das Wahlkreisgebiet umfasste Teile der Stadtbezirke Mitte-Nord und West mit den Stimmbezirken 010 bis 052 und 490 bis 522.

## Ergebnisse
Die Landtagswahl 1990 fand am 14. Oktober 1990 statt und hatte folgendes Ergebnis für den Wahlkreis Chemnitz II:
| Direktkandidat        | Partei (Kürzel) | Erststimmen (%) | Zweitstimmen (%) |
| --------------------- | --------------- | --------------- | ---------------- |
|                       | DA              | -               | 00,5             |
| Hans-Jörg Kannegießer | CDU             | 41,1            | 43,4             |
|                       | Chr. L          | -               | 00,5             |
|                       | DBU             | -               | 00,5             |
|                       | DSU             | 04,9            | 02,8             |
|                       | F.D.P.          | 07,1            | 06,2             |
|                       | LL-PDS          | 20,0            | 17,8             |
|                       | NPD             | -               | 00,6             |
|                       | FORUM           | 08,4            | 07,3             |
|                       | RAP             | -               | 00,1             |
|                       | SHB             | -               | 00,1             |
|                       | SPD             | 18,5            | 20,2             |

Es waren 40.173 Personen wahlberechtigt. Die Wahlbeteiligung lag bei 69,7 %. Von den abgegebenen Stimmen waren 1,9 % ungültig. Als Direktkandidat wurde Hans-Jörg Kannegießer (CDU) mit 41,1 % aller gültigen Stimmen gewählt.